# Лабеотрофеус звичайний
Лабеотрофеус звичайний (Labeotropheus trewavasae) — вид окунеподібних риб з родини цихдових (Cichlidae).

## Назва
Вид названий на честь британського іхтіолога Етельвіна Треваваса.

## Поширення
Ендемік озера Малаві. Поширений поблизу берегів Малаві, Мозамбіку і Танзанії. Трапляється на ділянках з кам'янистим дном.

## Опис
Самці сягають до 11,7 завдовжки.

## Утримання в акваріумі
Рекомендовані умови утримання в акваріумі: температура 24-27°С, твердість dH 10-20°, кислотність pH 7,2-8,5.